# Ягер, Кэрол
Кэрол Энн Ягер или Кэрол Йегер (англ. Carol Ann Yager; 26 января 1960, Флинт, Мичиган — 18 июля 1994, Флинт, Мичиган) — самая тяжёлая женщина и одна из самых тяжёлых людей в истории медицины.
Кэрол Йегер неофициально считается самой толстой женщиной в мире, а также одной из самых толстых людей в истории. Максимальный вес Йегер, составлявший 1600 фунтов (727 кг), не был документально подтверждён. На момент смерти её вес составлял 544 кг при росте 170 см.

## Биография
Ягер страдала расстройством приёма пищи с детства. По её словам, пусковым моментом этого расстройства приёма пищи стала сексуальная агрессия со стороны близкого члена её семьи. Хотя в последующих интервью она указывала, что существовали и другие факторы, которые повлияли на её пищевые привычки и привели к столь сильному ожирению: это были «скелеты в шкафу» и «чудовища». Ягер не могла самостоятельно передвигаться, поскольку её мышцы не выдерживали столь сильной нагрузки.
Ягер является женщиной, потерявшей наибольший вес естественным (нехирургическим) путём. Был официально зарегистрирован сброс 236 килограммов в течение трёх месяцев без хирургического вмешательства.
Кэрол Ягер умерла 18 июля 1994 года в возрасте 34 лет с весом около 544 кг. В её свидетельстве о смерти как причина смерти была указана почечная недостаточность, а в качестве способствовавших факторов — патологическое ожирение и полиорганная недостаточность.
Похоронена на частном кладбище. В похоронной церемонии приняли участие около 90 друзей и членов семьи Кэрол.